# Olympische Winterspiele 2010/Teilnehmer (Peru)
| Gelbes Symbol für Goldmedaillen mit stilisierten Olympischen Ringen | Graues Symbol für Silbermedaillen mit stilisierten Olympischen Ringen | Braundes Symbol für Bronzemedaillen mit stilisierten Olympischen Ringen |
| ------------------------------------------------------------------- | --------------------------------------------------------------------- | ----------------------------------------------------------------------- |
| —                                                                   | —                                                                     | —                                                                       |

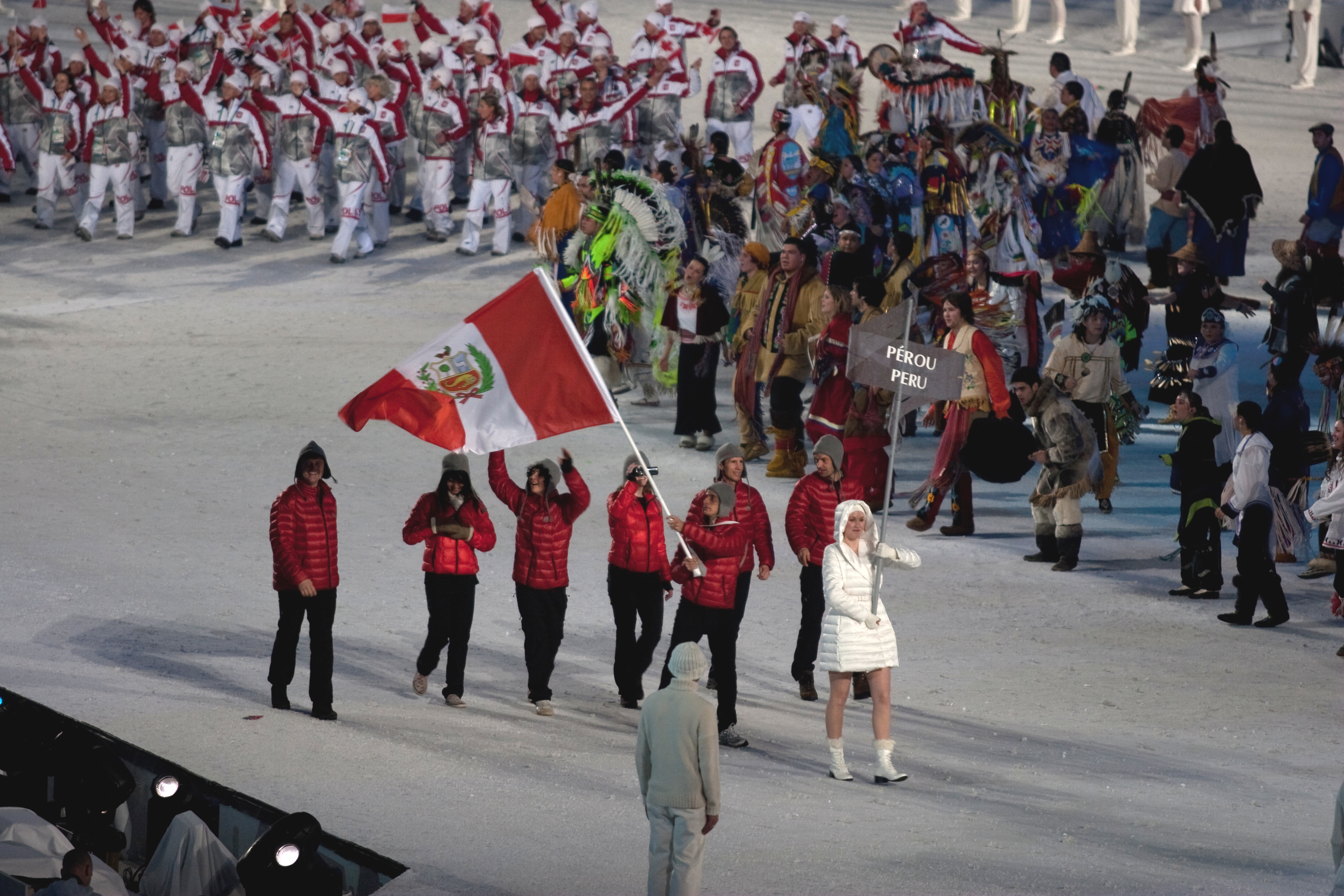
Einmarsch der peruanischen Delegation

Peru nahm an den Olympischen Winterspielen 2010 im kanadischen Vancouver mit drei Sportlern in zwei Sportarten teil.

## Teilnehmer nach Sportarten

### Ski Alpin
| Männer - Manfred Oettl Reyes Riesenslalom: 67. Platz Slalom: disqualifiziert | Frauen - Ornella Oettl Reyes Riesenslalom: im 2. Lauf ausgeschieden Slalom: im 2. Lauf ausgeschieden |

### Skilanglauf
Männer
- Roberto Carcelén
15 km Freistil: 94. Platz